# بيتر ديباي
بيتر دبي (Peter Joseph William Debye) الذي ولد باسم (Petrus Josephus Wilhelmus Debije) هو فيزيائي وكيميائي هولندي ولد في 24 مارس 1884 وتوفي في 2 نوفمبر 1966، حصل على جائزة نوبل في الكيمياء سنة 1936.
ولد بيتر في ماسترخت حيث بدأ الدراسة. انتقل بعد ذلك إلى آخن حيث درس رياضيات وفيزياء في الجامعة الراينية الفستفالية العليا بآخن. تخرج سنة 1905 من الجامعة حاملا شهادة في هندسة كهربائية. في سنة 1907 قام بإصدار أول مقال علمي له.
في سنة 1906 انتقل إلى جامعة ميونخ كمساعد ثم تحصل على دكتوراة منها سنة 1908. في سنة 1911 عين محاضرا في زيورخ وانتقل بعد ذلك إلى عدة جامعات. في سنة 1934 عين مديرا لمؤسسة قيصر فيلهم في ميونخ. في سنة 1913 تزوج من ماتيلد البرر وأنجب منها ولدا وبنتا.

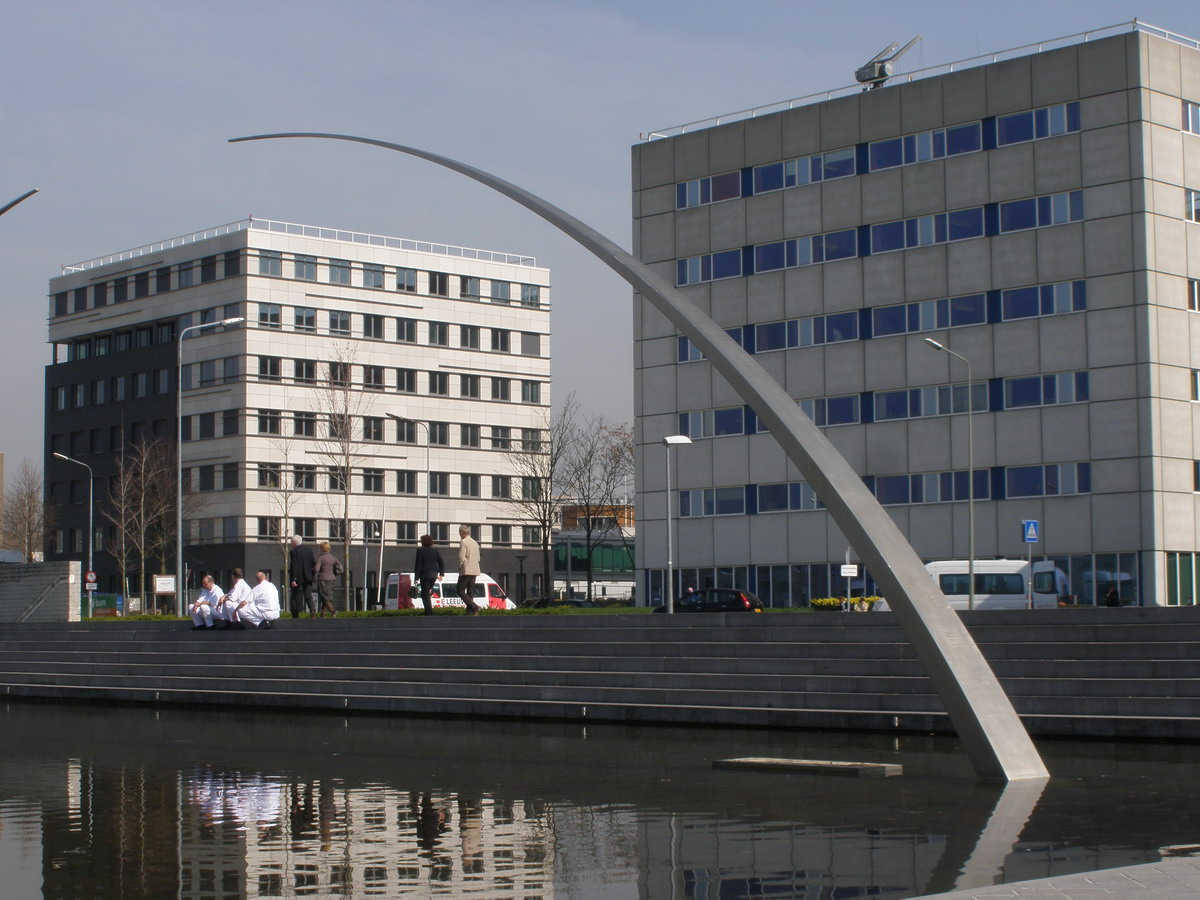
نصب تذكاري لبيتر ديباي في ميدان ماستريخت الذي يحمل اسمه: لحظات ثنائية القطب (فيليكس فان دي بيك ، 1998)

في سنة 1938 أرادت الحكومة الأمانية النازية أن يتخلى بيتر عن جنسيته الهولندية لكي يصبح مواطنا ألمانيا. رفض بيتر العرض واستغل طلب تدريس من جامعة كورنيل ليستقر في الولايات المتحدة الأمريكية. أصبح محاضرا ومن ثم رئيس قسم الكيمياء وذلك لمدة عشر سنوات. في سنة 1946 تحصل على الجنسية الأمريكية. تقاعد في سنة 1952 ولكنه واصل أبحاثه. على عكس الفترة الأوروبية لم يعمل بيتر إلا في جامعة واحدة فقط خلال فترة عيشه في الولايات المتحدة.

## الجوائز
- 1930 ـ وسام رمفورد، لأبحاثه حول الحرارة النوعية ومطيافية الأشعة السينية.
- 1936 ـ جائزة نوبل في الكيمياء.
- 1937 ـ وسام فرانكلين من معهد فرانكلين.
- 1963 ـ قلادة بريستلي.
- 1965 ـ قلادة العلوم الوطنية الأمريكية.

## روابط خارجية
- بيتر ديباي على موقع الموسوعة البريطانية (الإنجليزية)
- بيتر ديباي على موقع مونزينجر (الألمانية)
- بيتر ديباي على موقع إن إن دي بي (الإنجليزية)